# SPO☆LOVE
SPO☆LOVE（スポ・ラヴ）は、2013年10月5日から2016年9月24日までTOKYO FMで毎週土曜日5:00-7:20に放送されていたスポーツ情報生ワイド番組。

## 番組概要
2014年に開催されるソチ五輪、2020年に開催される東京五輪を見据えて編成された、TOKYO FMスポーツ情報番組の拠点となる生ワイド番組として放送がスタート。
パーソナリティーは2006年トリノ五輪、2008年北京五輪の現地特派員、スポーツ選手に体当たり取材をしてきたTOKYO FM柴田幸子アナウンサー。番組構成はサッカー、野球、ゴルフなどの国内情報や、五輪、W杯等の国外情報も徹底フォローし、早朝の交通情報や天気予報、ニュースもカバーする。

## パーソナリティ
- 柴田幸子（TOKYO FMアナウンサー）

代演
柴田アナがソチ五輪取材のため2014年2月放送分（2月1日放送回を除く3回）は代演のアナウンサーが担当。
- 2014年2月8日・15日担当
  - 鈴木晶久（TOKYO FMアナウンサー）。ただし、直後の「JOGLIS」は中村亜裕美が担当。
- 2014年2月22日担当
  - 森麻季（元日本テレビアナウンサー）。直後の「JOGLIS」まで担当。

## 放送時間
- 2016年4月2日（土） - 2016年9月24日（土）終了時
  - 土曜日　5:00 - 7:20 （JOGLISを番組へ内包）
- 2015年4月7日（土） - 2016年3月26日（土）
  - 土曜日　5:00 - 6:50
- 放送開始 2013年10月5日（土） - 2015年3月28日（土）
  - 土曜日 5:00 - 7:00

※放送休止
- 2016年4月16日（土）- 前々日14日（木）21:26頃に発生した熊本地震に伴って、放送を休止。TOKYO FMからJFN系列全国ネットで「JFN報道特別番組」を5:00-9:55（一部地域において未ネット）に編成。パーソナリティーはTOKYO FMアナウンサー 柴田幸子（5:00-9:55）、古賀涼子（8:55-9:55）。番組内のニュース、交通情報においては、TOKYO FM NEWS、TOKYO FM トラフィックレポートのBGMを用いた。[要出典]

## タイムテーブル
（2016年9月終了時）
- 5:00 オープニング
- 5:08 Weekly Sports Flash
- 5:18 TOKYO FM NEWS
- 5:20 TOKYO FM トラフィックレポート
- 5:25 GTFお祭りナビ
- 5:35 TOKYO FM トラフィックレポート
- 5:37 アスリートインタビュー
- 5:50 TOKYO FM トラフィックレポート
- 5:52 Weather Information
- 6:00 6時台オープニング
- 6:03 Weekly Sports Flash
- 6:07 おたより紹介
- 6:10 FC TOKYO SPIRIT　～勝利への道～
- 6:25 TOKYO FM トラフィックレポート・Weather Information
- 6:32 FACE to FACE
- 6:50 JOGLIS ONE TOKYO STYLE
- 6:58 TOKYO FM トラフィックレポート
- 7:14 TOKYO FM トラフィックレポート
- 7:16 エンディング

### 過去のタイムテーブル
（2013年10月5日から2014年9月27日まで）
- 5:00 オープニング
- 5:08 TOKYO FM NEWS・Weather Information
- 5:13 スポーツヘッドライン
- 5:20 TOKYO FM トラフィックレポート
- 5:25 朝刊一面チェック
- 5:35 TOKYO FM トラフィックレポート
- 5:40 ジモスポ
- 5:50 TOKYO FM トラフィックレポート
- 5:52 Weather Information（首都圏の天気に加え、行楽地やレジャー施設の天気予報を伝える）
- 5:58 メッセージ紹介
- 6:00 スポーツヘッドライン
- 6:07 Weather Information・メッセージ紹介
- 6:13 FC TOKYO SPIRIT　～勝利への道～
- 6:25 TOKYO FM トラフィックレポート・メッセージ紹介
- 6:30 藤井誠のゴルフワンダーランド
- 6:38 FACE to FACE・ゲストコーナー
- 6:49 TOKYO FM トラフィックレポート
- 6:52 いつでもミュージアム・トーク（瀬川律子）
- 6:55 エンディング

## 番組テーマ曲
- オープニング・エンディング　『Global anthem』／Tomoyuki Tajiri(note native)